# Nespeš
Nespeš is een plaats in de gemeente Sveti Ivan Zelina in de Kroatische provincie Zagreb. De plaats telt 404 inwoners (2001).